# 雷電山 (埼玉県)
雷電山（らいでんやま）は、埼玉県比企郡ときがわ町にある山である。標高418.2m。山名は、頂上に雷電神社が祀られていることによる。

## 最寄り駅
- 東武越生線越生駅
- 八高線明覚駅